# Eduardo Gómez (Fußballspieler, 1958)
Eduardo Hernán Gómez Cortez (* 2. Juni 1958 in Ovalle) ist ein ehemaliger chilenischer Fußballspieler. Der Abwehrspieler wurde er mit dem CD Cobreloa dreimal chilenischer Meister und erreichte zweimal das Finale der Copa Libertadores. Für die Nationalmannschaft lief er 21-mal auf.

## Karriere

### Spieler
Eduardo Gómez, auch Mocho genannt, begann seine Karriere 1977 bei Deportes Ovalle, das nach der Saison in die Segunda División abstieg. Nach einem Jahr in der zweiten Liga wechselte der Verteidiger zum CD Cobreloa. 1980 wurde er aufgrund noch seines jungen Alters an Zweitligist Deportes Arica ausgeliehen, um ihm deutlich mehr Spielanteile zu geben als es zu der Zeit beim Wüstenklub der Fall wäre. Nach der Leihe wurde Gómez unter Trainer Vicente Cantatore unangefochtener Stammspieler bei Cobreloa, auch wenn dies noch bis 1982 dauern sollte. Mocho gewann die Meistertitel 1982, 1985 und 1988. 1986 gelang der Erfolg in der Copa Chile. Auch international sorgte er mit dem Klub aus der Stadt Calama für Überraschungen. Bei der ersten Teilnahme an der Copa Libertadores 1981 erreichte Chiles Meister überraschend das Finale und zog erst im Entscheidungsspiel gegen Brasiliens Topverein Flamengo Rio de Janeiro den Kürzeren. Im Entscheidungsspiel sorgte Zico mit seinen beiden Treffern für den Erfolg der Brasilianer. Bei der Copa Libertadores 1982 kam Cobreloa erneut ins Finale, unterlag dort aber Peñarol Montevideo nach einem torlosen Unentschieden im Rückspiel durch ein Tor in der vorletzten Spielminute.
1991 wechselte Gómez zum CF Universidad de Chile, wo er allerdings immer wieder von Verletzungen zurückgeworfen wurde. Von 1993 bis 1995 spielte der Defensivakteur für Deportes La Serena und ließ seine Karriere in seiner Heimatstadt bei Deportes Ovalle ausklingen. Allerdings spielte er noch sieben Jahre beim Klub und beendete erst 2001 seine Karriere.

### Nationalmannschaft
Eduardo Gómez lief zwischen 1984 und 1987 insgesamt 21-mal für die Chile auf. Nach der nicht erfolgreichen Fußball-Weltmeisterschaft 1982 wurde das Nationalteam neu aufgestellt und Gómez war Teil des Neustarts, jedoch dauerte es aufgrund von Verletzungen, bis er im Juni 1984 im Freundschaftsspiel gegen England debütierte. Bei der WM-Qualifikation bestritt Mocho sechs Spiele, jedoch musste die La Roja als Gruppenzweiter hinter Uruguay in die Playoffs und schied dort im Finale gegen Paraguay aus.
Sein einziges großes Turnier war die Copa América 1987, wo das Team von Orlando Aravena überraschend ins Finale kam. Im Halbfinale hatte sich Chile mit 2:1 nach Verlängerung durchgesetzt. Im Finale gegen Uruguay wurde der bereits gelb verwarnte Gómez schon nach 15 Spielminuten nach einem harten Einsteigen gegenüber Enzo Francescoli vom Platz gestellt. Pablo Bengoechea erzielte den einzigen Treffer des Spiels und krönte somit Uruguay zum Südamerikameister. Für Gómez war es die letzte Partie in der Nationalmannschaft.

## Erfolge
Cobreloa
- Chilenischer Meister: 1982, 1985, 1988
- Chilenischer Pokalsieger: 1986
- Finalist der Copa Libertadores: 1981, 1982

Chile
- Finalist der Copa América: 1987